# ダヤン・ディアス
ダヤン・エンリケ・ディアス（Dayan Enrique Diaz, 1989年2月10日 - ）は、コロンビア・ボリーバル県カルタヘナ出身のプロ野球選手（投手）。右投右打。MLB・ロサンゼルス・エンゼルス傘下所属。

## 経歴

### プロ入りとアストロズ傘下時代
2006年は、傘下のルーキー級ベネズエラン・サマーリーグ・アストロズで開幕を迎えた。この年は、3試合（1試合で先発）登板し、0勝1敗・防御率6.35・1奪三振を記録した。
2007年もルーキー級ベネズエラン・サマーリーグ・アストロズで開幕を迎えた。この年は、13試合に登板して1勝1敗・防御率2.05・17奪三振を記録した。
2008年もルーキー級ベネズエラン・サマーリーグ・アストロズで開幕を迎えた。この年は、13試合（8試合で先発）登板して2勝2敗2セーブ・防御率1.85・36奪三振を記録した。
2010年はアメリカ本土に渡り、ルーキー級ガルフ・コーストリーグ・アストロズで開幕を迎えた。この年は、2試合に登板した。
2011年は、A-級トリシティ・バレーキャッツで開幕を迎えた。この年は、19試合（1試合で先発）登板して7勝3敗2セーブ・防御率1.98・70奪三振を記録した。
2012年は、A級レキシントン・レジェンズで開幕を迎えた。この年は、41試合に登板して5勝4敗19セーブ・防御率1.85・64奪三振を記録した。この年限りでアストロズを退団した。11月には、第3回WBC予選のコロンビア代表に選出された。

### カブス傘下時代
2013年は、シカゴ・カブスとマイナー契約を結んだ。この年は、傘下のルーキー級アリゾナリーグ・カブスで開幕を迎えた。ここでは、2試合に登板した。その後、A+級デイトナ・カブス)へ昇格した。ここでは、6試合に登板して0勝1敗1セーブ・防御率2.45・5奪三振を記録した。その後、AA級テネシー・スモーキーズへ昇格した。ここでは、5試合に登板した。この年限りでカブスを退団した。

### レッドソックス傘下時代
2014年は、ボストン・レッドソックスと契約を結んだ。この年は、傘下のA+級セイラム・レッドソックスで開幕を迎えた。ここでは、24試合に登板して0勝1敗6セーブ・防御率1.34・40奪三振を記録した。その後、AA級ポートランド・シードッグスへ昇格した。ここでは、11試合に登板して2勝1敗1セーブ・防御率2.76・16奪三振を記録した。
2015年は、開幕をAA級ポートランドで迎え、9試合に登板した。5月11日にAAA級ポータケット・レッドソックスへ昇格した。ここでは28試合に登板して2勝1敗4セーブ・防御率1.89・49奪三振を記録した。この年限りでレッドソックスを退団した。

### レッズ時代
2015年12月2日にシンシナティ・レッズとマイナー契約を結んだ。
2016年は、開幕を傘下のAAA級ルイビル・バッツで迎えた。5月22日にメジャー初昇格を果たし、アクティブ・ロースター入りした。同日のシアトル・マリナーズ戦でメジャーデビュー。6月18日に40人枠を外れる形でAAA級ルイビルへ配属された。11月7日にFAとなった。

### アストロズ時代
2017年2月2日にアストロズとマイナー契約を結び、同年のスプリングトレーニングに招待選手として参加することになった。開幕は傘下のAAA級フレズノ・グリズリーズで迎え、5月5日にマイケル・フェリスが家族の事情で戦列を離れるため代役としてメジャー契約を結んでアクティブ・ロースター入りした。だが、登板が無いまま5月8日にAAA級フレズノへ降格した。8月31日にDFAとなった。

### エンゼルス時代
2017年9月4日、ウェイバー公示を経てロサンゼルス・エンゼルスに移籍した。エンゼルスでの登板機会は無かった。
2018年3月29日、ビザの問題のため、制限リスト入りした。その後、7月26日に復帰し、傘下のA+級インランド・エンパイア・シックスティシクサーズへ配属された。8月14日にオドリサメル・デスパイネの加入に伴ってDFAとなり、17日にマイナー契約となった（そのままA+級インランド・エンパイアに所属）。

## 詳細情報

### 年度別投手成績
| 年 度    | 球 団    | 登 板 | 先 発 | 完 投 | 完 封 | 無 四 球 | 勝 利 | 敗 戦 | セ 丨 ブ | ホ 丨 ル ド | 勝 率 | 打 者 | 投 球 回 | 被 安 打 | 被 本 塁 打 | 与 四 球 | 敬 遠 | 与 死 球 | 奪 三 振 | 暴 投 | ボ 丨 ク | 失 点 | 自 責 点 | 防 御 率 | W H I P |
| -------- | -------- | ----- | ----- | ----- | ----- | -------- | ----- | ----- | -------- | ----------- | ----- | ----- | -------- | -------- | ----------- | -------- | ----- | -------- | -------- | ----- | -------- | ----- | -------- | -------- | ------- |
| 2016     | CIN      | 6     | 0     | 0     | 0     | 0        | 0     | 0     | 0        | 0           | ----  | 36    | 6.2      | 10       | 2           | 7        | 0     | 0        | 3        | 0     | 0        | 10    | 7        | 9.45     | 2.55    |
| 2017     | HOU      | 10    | 1     | 0     | 0     | 0        | 1     | 1     | 0        | 0           | .500  | 58    | 13.0     | 17       | 3           | 4        | 0     | 0        | 20       | 4     | 0        | 14    | 13       | 9.00     | 1.62    |
| MLB：2年 | MLB：2年 | 16    | 1     | 0     | 0     | 0        | 1     | 1     | 0        | 0           | .500  | 94    | 19.2     | 27       | 5           | 11       | 0     | 0        | 23       | 4     | 0        | 23    | 20       | 9.15     | 1.93    |

- 2018年度シーズン終了時

### 背番号
- 50（2016年）
- 38（2017年）

### 代表歴
- 2013 ワールド・ベースボール・クラシック・コロンビア代表
- 2017 ワールド・ベースボール・クラシック・コロンビア代表